# 朱顯廷
朱顯廷（?—?），奉天錦縣（今遼寧省錦州市）人，清朝政治人物、進士出身。
同治九年，鄉試中舉。光緒二年，登貢士。光绪三年，登進士，改庶吉士。光绪十六年，任戶部江西司正主稿。光绪二十二年，任戶部雲南司主事。光绪二十三年，改戶部江南司員外郎。光绪二十七年，任陝西道監察御史。光绪二十八年，任四川道監察御史。光绪三十一年，掌河南道監察御史、工科給事中。后任雲南大理府知府。